# Arek Hersh

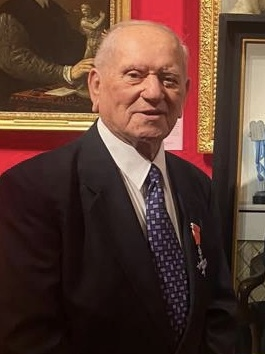
Arek Hersh

Arek Hersh MBE (* 1929 in Sieradz) ist ein polnisch-britischer Überlebender des Holocaust, Zeitzeuge und Buchautor.

## Leben und Wirken
Hersh wurde im polnischen Sieradz geboren, er hatte einen Bruder und drei Schwestern. Mit zehn Jahren lebte er bereits im Ghetto. Im Alter von elf Jahren wurde er in das KZ Auschwitz gebracht und dort unter der KZ-Nummer B-7608 registriert.
Er überlebte im Verlauf des Krieges weitere Konzentrationslager, nach Auschwitz auch Buchenwald und Theresienstadt. Vor der Befreiung von Auschwitz wurde er mit tausenden weiteren Häftlingen auf einen zweitägigen Todesmarsch geschickt und in einen Güterzug der Deutschen Reichsbahn verfrachtet. Einen Tag vor der vermutlich geplanten Ermordung am 8. Mai 1945 wurde er in Theresienstadt von Rotarmisten befreit. Auf einem Foto, welches kurz danach entstand, ist er gemeinsam mit Ben Helfgott, Ike Alterman und Sam Laskier zu sehen.
Durch die Organisation Central British Fund for German Jewry von Leonard Montefiore und der britischen Regierung wurde die Aufnahme von 1000 jugendlichen Displaced Persons genehmigt. Bedingungen dafür waren ein Alter zwischen 8 und 15 Jahren und die Bestätigung eines Truppenarztes über ihre Reisefähigkeit. Montefiore musste zusichern, dass er die Kinder versorgte und sammelte dafür Spenden. Letztendlich wurden 732 Kinder, unter anderem 300 nach dem 14. August 1945, durch die Royal Air Force nach England gebracht. Diese 300 kamen auf dem Gelände des ehemaligen Flugzeugwerks Short Sunderland unter, welches in der Nähe des Sees Windermere liegt. Darunter war auch Hersh.
Die Geschichte wurde 2020 unter dem Namen Die Kinder von Windermere in einer Koproduktion von ZDF und BBC verfilmt. Zusätzlich erfolgte eine filmische Dokumentation Die Kinder von Windermere – Die Dokumentation , in der Betroffene, darunter Arek Hersh selbst, Ben Helfgott und Sam Laskier; auftraten. Diese wurde anlässlich des 75. Jahrestages der Befreiung des KZ Auschwitz im Jahr 2020 durch ZDF-History ausgestrahlt.
Hersh blieb in England, heiratete und gründete eine Familie. Ab Mitte der 1990er Jahre machte Hersh es sich zur Aufgabe, seine Erfahrung des Holocaust möglichst vielen Menschen nahezubringen. 1980 reiste er zum ersten Mal nach der Befreiung nach Auschwitz. In der Folge begleitete er regelmäßig Schülergruppen auf Reisen dorthin. 2001 veröffentlichte er das Buch A Detail of History mit seinen Erfahrungen. Ein Dokumentarfilm (Arek) des Regisseurs Tony Lloyd aus dem Jahr 2005 begleitet ihn bei einer Reise nach Polen.
2009 wurde Arek Hersh wegen seiner Verdienste um das Gedenken an den Holocaust zum Member of the Order of the British Empire ernannt.
Noch im hohen Alter ist Hersh aktiv auf Vortragsreisen.

## Veröffentlichung
- A Detail of History, Quill Press, 2001, ISBN 978-0-9536280-5-6.